# نوام امران
نوام امران (انگلیسی: Noam Emeran؛ زادهٔ ۲۴ سپتامبر ۲۰۰۲) بازیکن فوتبال است.
وی همچنین در تیم ملی فوتبال France U16 بازی کرده‌است.